# Borówno (Basse-Silésie)
Pour les articles homonymes, voir Borówno.
Borówno est une localité polonaise de la gmina de Czarny Bór, située dans le powiat de Wałbrzych en voïvodie de Basse-Silésie.